# 弱翅鸬鹚
，又稱加拉巴哥鸕鶿，是鰹鳥目鸕鶿科短翅鸕鶿屬下的一種鳥類。這個物種是加拉巴哥群島上的特有種，以魚類、章魚、魷魚為食。牠們是其中體型最大的、且唯一不會飛的鸕鶿。
難飛鸕鶿的全身為棕色，在頭頸處可能帶有白色飾羽，眼睛虹膜為綠松色。因為加拉巴哥群島上幾乎沒有陸地的掠食者，使得這個物種逐漸演化出無法飛行的翅膀，取而代之的是更大的體型及強健的腿足，而接近於皮毛的羽毛使其潛水技術相當的良好。這個物種的雄鳥體型明顯大於雌鳥，這使得其繁殖方式也有異於其他鸕鶿——這個物種採用一妻多夫制，而當幼鳥成長到一定程度時，雌鳥就會離開原先的伴侶身旁並尋找下一隻雄鳥繁殖。其繁殖季約在較為寒冷的3—10月之間，雌鳥每次產3枚白色的卵，35天左右時孵化，幼鳥在60天大時可離巢。
受限於不會飛行及食物來源仰賴特定洋流，難飛鸕鶿的分佈範圍相當狹小——牠們僅分佈於費爾南迪納島及伊莎貝拉島上的沿岸地區，2013年的調查顯示其群體約有2000隻左右。雖然近期族群趨勢穩定，但過往在1892年底發生的聖嬰現象曾使其族群數量折半，並因族群不大而常有不孕及卵未受精的問題。《國際自然保護聯盟瀕危物種紅色名錄》鑒於其極其有限的棲地大小，將難飛鸕鶿歸於易危物種。

## 命名與發現歷史
弱翅鸬鹚是第二代罗斯柴尔德男爵沃尔特·罗斯柴尔德於1898年所發表的物種之一，他聘請了動物標本剝製師兼鳥類學出版商弗蘭克·布雷克·韋伯斯特組織一趟前往加拉巴哥群島的探險旅程，並發現了六、七種新物種。韋伯斯特當時並未有隨船隊出航，而是另請查爾斯·米勒·哈里斯（Charles Miller Harris）等一眾成員出行。罗斯柴尔德稱弱翅鸬鹚的發現是「這趟旅程最引人注目的發現」，也是截至當時所發現已知體型最大的鸕鷀，而這些新描述的物種就以韋伯斯特及哈里斯等人的名稱命名，其中弱翅鸬鹚就以哈里斯的名字得到其種小名。:186
其屬名由古希臘語的（意指「侏儒」）及（意指「翅膀」）組成，意指「微小的翅膀」。:266

## 生物分類學
|  | \| \| 角鸬鹚 \| \| \| \| \| \| 美洲鸬鹚 \| \| \| \| |
|  |                                                     |
|  | 難飛鸕鶿                                            |
|  |                                                     |
|  | 角鸬鹚                                              |
|  |                                                     |
|  | 美洲鸬鹚                                            |
|  |                                                     |

|  | 角鸬鹚   |
|  |          |
|  | 美洲鸬鹚 |
|  |          |

|  | \| \| 角鸬鹚 \| \| \| \| \| \| 美洲鸬鹚 \| \| \| \| |
|  |                                                     |
|  | 難飛鸕鶿                                            |
|  |                                                     |
|  | 角鸬鹚                                              |
|  |                                                     |
|  | 美洲鸬鹚                                            |
|  |                                                     |

|  | 角鸬鹚   |
|  |          |
|  | 美洲鸬鹚 |
|  |          |

|  | \| \| 角鸬鹚 \| \| \| \| \| \| 美洲鸬鹚 \| \| \| \| |
|  |                                                     |
|  | 難飛鸕鶿                                            |
|  |                                                     |
|  | 角鸬鹚                                              |
|  |                                                     |
|  | 美洲鸬鹚                                            |
|  |                                                     |

|  | 角鸬鹚   |
|  |          |
|  | 美洲鸬鹚 |
|  |          |

|  | \| \| 角鸬鹚 \| \| \| \| \| \| 美洲鸬鹚 \| \| \| \| |
|  |                                                     |
|  | 難飛鸕鶿                                            |
|  |                                                     |
|  | 角鸬鹚                                              |
|  |                                                     |
|  | 美洲鸬鹚                                            |
|  |                                                     |

|  | 角鸬鹚   |
|  |          |
|  | 美洲鸬鹚 |
|  |          |

難飛鸕鶿一開始在描述時被歸類於鸕鶿屬下。隔年（1899年），英國動物學家理查德·鮑德勒·夏普認為其不會飛的型態足夠特殊，隨即為此建立了新的單型屬——，即現今的短翅鸕鶿屬。而弱翅鸬鹚也成為了本屬的模式種。
但在夏普的名錄發表之後，罗斯柴尔德並不認同此一歸類，而其他學者則意見分歧，並因此展開了逾百年的分類爭議。:326根據不同研究，這個物種也曾被歸類於藍眼鸕鶿屬或美國鳥類學家羅伯特·里奇韋於1884年建立的下。:353
2011年的骨學研究及2014年的基因研究支持短翅鸕鶿屬的存在，後者的研究認為該屬與其姊妹群藍眼鸕鶿屬約在670—800萬年前開始分化，其中這些短翅鸕鶿屬鳥類似乎是美洲的鸕鶿異域成種的結果。2021年時，美國鳥類學家聯合會及世界鳥類學家聯合會認同該分類提議，並將難飛鸕鶿歸回「復活」的短翅鸕鶿屬下。根據其失去飛行能力的基因研究顯示，難飛鸕鶿約是自200萬年前自其會飛行的祖先演化的。

## 形態描述
難飛鸕鶿的體長介於89—100公分，體重介於2.5—4公斤（平均約3.0公斤），是體型最大的鸕鶿。:353其鳥喙寬平均約13.3公釐、深平均約20.4公釐、嘴峰長平均約9.1公分，翼長平均約18.9公分；跗蹠平均長約7.1公分，尾長平均約15.4公分。其平均壽命根據預測可達15年左右，而目前已知的最大紀錄為15.9年。:537

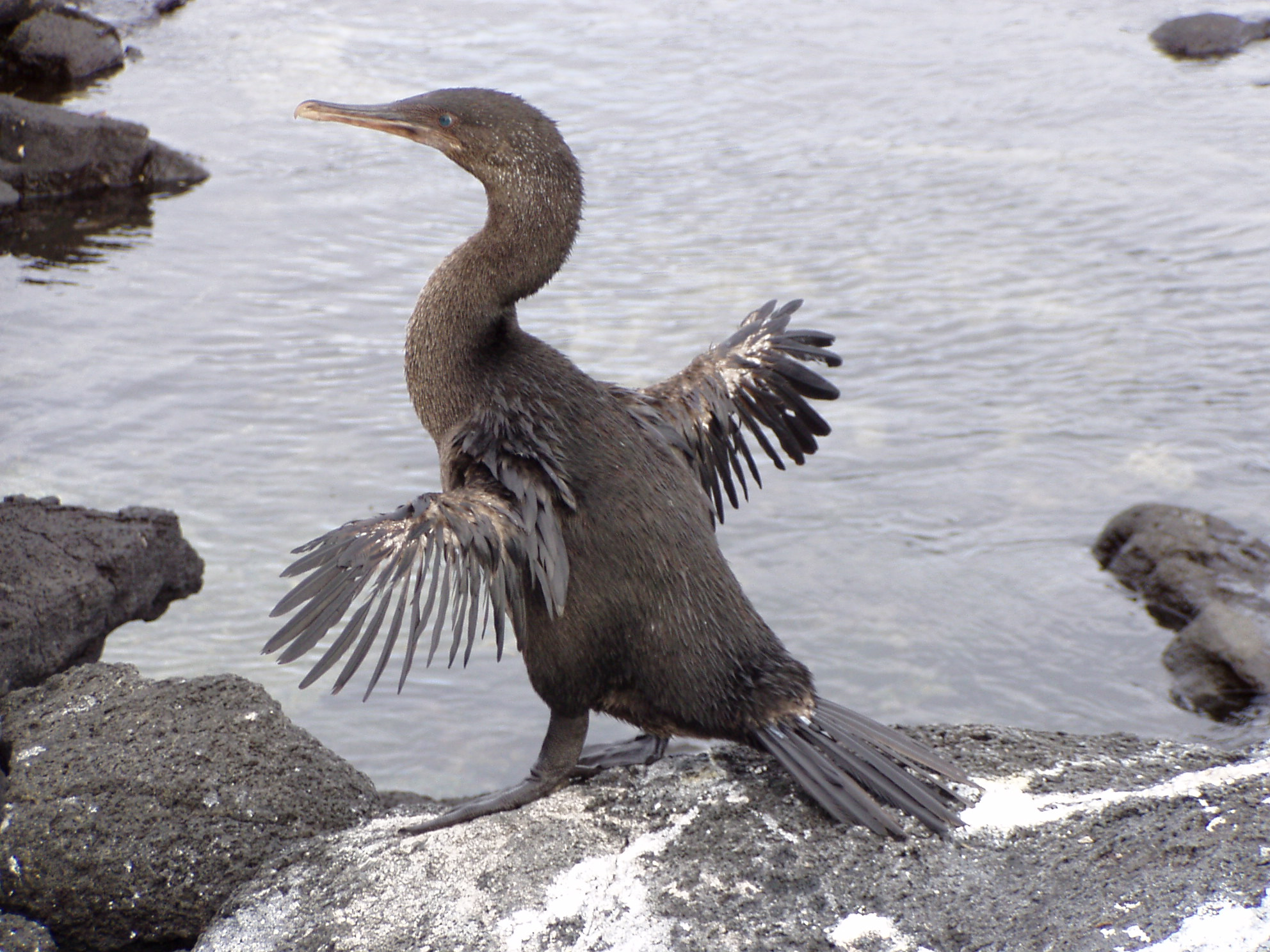
難飛鸕鶿的翅膀相當簡化，且已失去了與鳥類飛行肌肉高度相關的龙骨突，這使其翅膀大小與企鵝的鰭相近

成鳥眼睛呈（亮）綠松色，鳥喙長而強建，尖端彎曲；足部深色、尾部挺直。其外觀整體上為棕色，在頭頸處可能會有白色的絲狀羽毛，喉袋泛紫，腹部顏色較淺。:532雄鳥體型明顯大於雌鳥，其下半喙也較暗。幼鳥呈黑色，眼睛呈（淡）棕色或灰色，腹部顏色較深，其他整體上與成鳥相似，但翼羽較為整齊。:532
做為鸕鶿中唯一不會飛的成員，難飛鸕鶿的翅膀相對於其他鸕鶿而言來得小，其尺骨及桡骨較其肱骨來的小，且飛羽較短而可能有缺漏，胸肌發育不良、脛跗骨則相對長、龙骨突也較為萎縮，但仍具有作為在岩石間跳躍時保持平衡的功能。:532但其腳部則更加健壯、體型更大（約為其會飛的親戚的1.6—2.2倍重），這被認為是由於加拉巴哥群島缺乏陸地捕食者所導致的結果。:340而其較大的體型也在與加岛企鹅競爭棲地及食物時較有優勢。

## 分布與棲息環境
難飛鸕鶿僅分佈於加拉巴哥群島的費爾南迪納島及伊莎貝拉島的西北部沿岸地區，是當地唯一的鸕鶿。:353由於牠們不會飛行，其生活範圍幾乎不超出離其繁殖地1公里（或半英里）處，在兩座島嶼間的移動也相當罕見，是一種留鳥。:353
難飛鸕鶿受到數個環境上的限制，導致其分佈範圍相當狹小：其食物來源幾乎仰賴著流經加拉巴哥群島西側的克倫威爾洋流及祕魯涼流。:353再來是要具有適合覓食的岩質淺海、能提供避風處和易於登陸的海岸線，而大多數加拉巴哥群島近岸海域深度都過大，並不適合這個物種。:533

## 習性

### 游泳

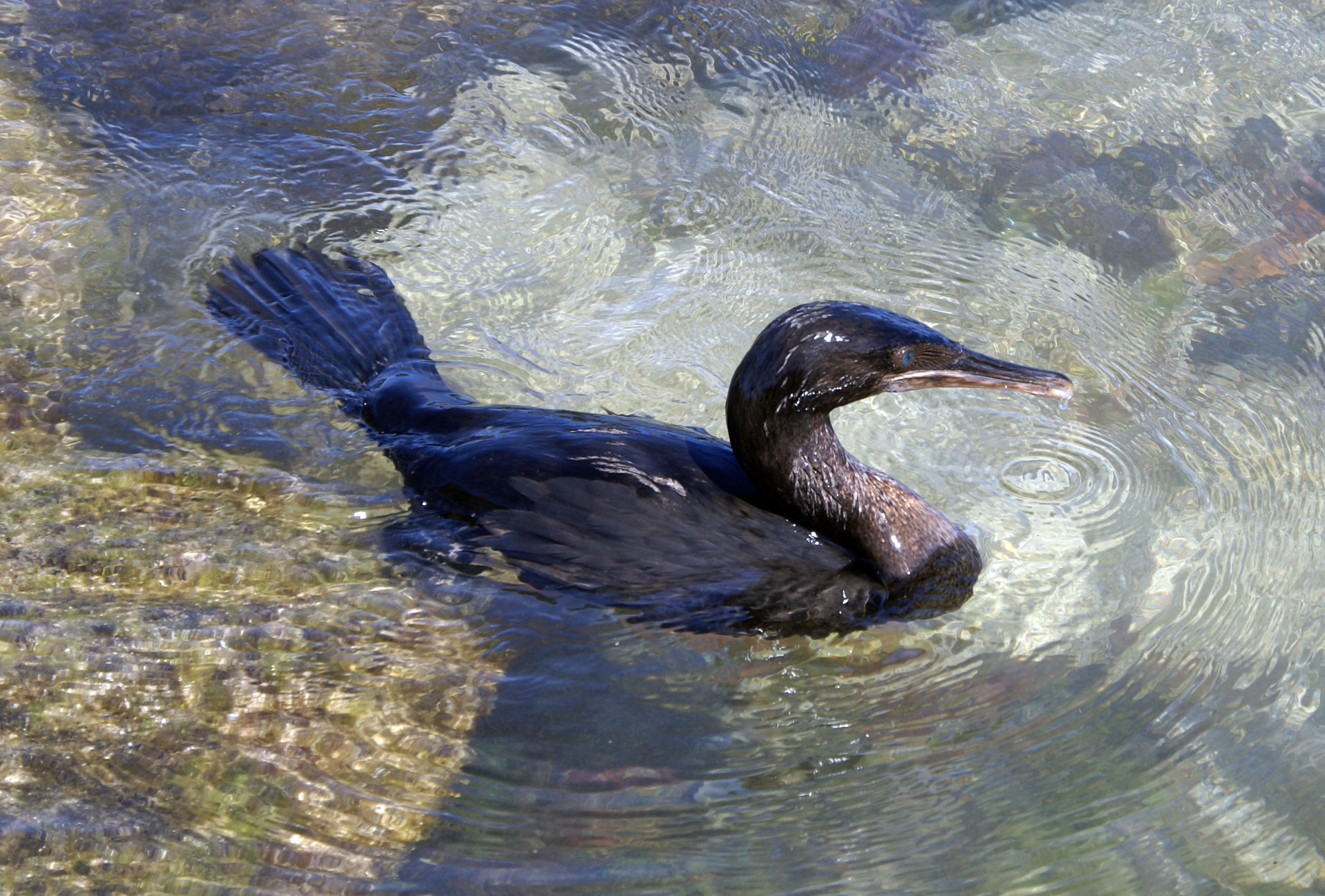
難飛鸕鶿游泳時通常僅將頭部露出水面，其餘部分則在水下，攝於費爾南迪納島

作為不能飛行的替代，難飛鸕鶿的潛水能力相當良好，通常牠們會潛至15公尺深的水下尋覓食物，而最深的紀錄可達73公尺之深。其相較於其他鸕鶿較大的體型及較粗的腿部能帶來更多的水下推進力，而接近毛髮的羽毛能夠捕捉空氣，在外層羽毛泡水時形成類似毛皮的作用而能起到防水，進而影響在水中的浮力並提供隔熱。:532, 533

### 食性
難飛鸕鶿為日行性，主要在離其棲地100公尺以內的範圍內覓食，以鰻魚、章魚、烏賊和底棲魚類為主，無脊椎動物和甲殼類為輔；餵養幼鳥時則以反芻餵食。例如一些副花鮨、異石鱸、雀鯛、鯙、線鰻等體長在4—34.5公分間的魚類。:533牠們每天約花費4小時在同個區域中獨自覓食，每10—12分鐘常識捕捉一次獵物；但在獵物足夠豐富時，牠們也可能形成大群覓食。:533曾有觀察報告指出這個物種會有盜食寄生的行為。

### 繁殖

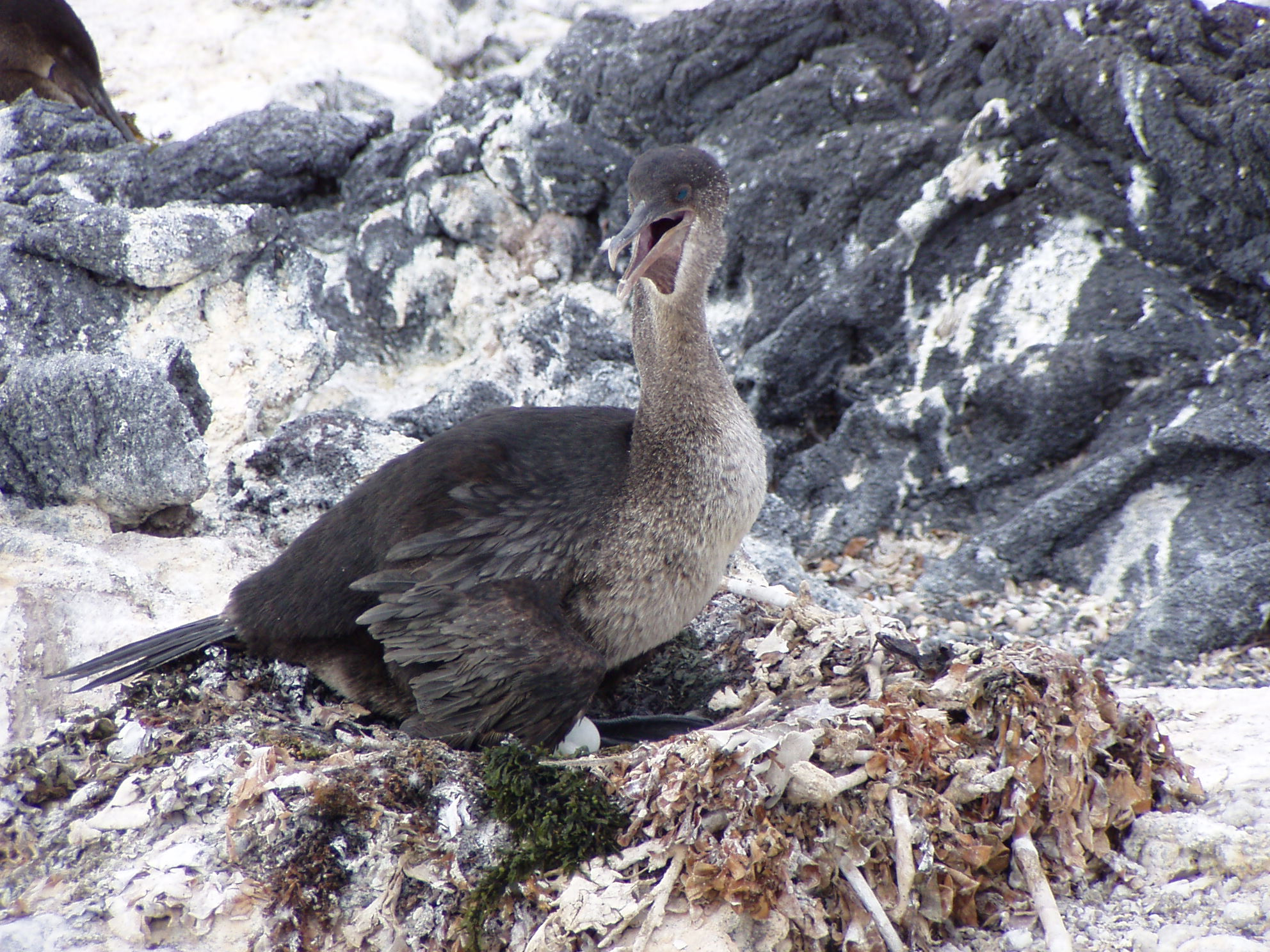
正在孵卵的成鳥，攝於伊莎貝拉島

難飛鸕鶿是所有鸕鶿中唯一採取連續性一妻多夫制（Sequential polyandry）的鳥類——意即雌鳥會依序與不同的雄鳥交配，雌鳥佔有繁殖上的主導權，甚至在繁殖季中會與其他雌鳥競爭雄鳥；但實際上仍由雄鳥選擇配偶。難飛鸕鶿不同於其他鸕鶿繁殖而是，經由一妻多夫制的原因被認為主要是來自於雄鳥體型較大（因此可提供較多食物）、更多的繁殖機會（因為繁殖失敗率高），導致雌鳥先一步離開巢穴能得到更多利益。
其繁殖期集中於3—10月食物高峰期之間，通常成小群繁殖（同一區域內約1—20個巢），但雌鳥產卵時間不一，且有些配對整年都會繁殖或一年內多次繁殖。:534不同於其他鸕鶿在陸地上求偶，難飛鸕鶿在約40天的時間內，會經由在水中舞蹈的方式求偶。這包含一系列在水中以半直立的泳姿，曲頸、交叉頭部及伴游等動作，持續時間可長達80分鐘，之後才會回到陸地上繼續這些相似動作。
其巢穴建於潮汐線以上的岩石岸邊，材料包含海草、死魚屍體、樹枝、海膽殼和海星等材料構成，有時也會撿拾塑料、繩索和瓶蓋等垃圾，主要由雌鳥負責建造，雄鳥尋找材料。:335巢底大小約直徑40—50公分。:535形成配對之後，雙方會在產卵前的6周至10天前於巢址附近交配。雌鳥每次最多可產下三枚淡白色卵，約35天左右時孵化。卵大小平均約長67.4公釐、寬42.1公釐，重67.4公克。:535剛出生的雛鳥通常僅有粉灰色的皮膚，兩周後就會開始有較厚的深褐黑色絨毛；喉部的皮膚從自剛誕生的淡粉紅色逐漸轉為黑色。
雌鳥在產卵及一開始的育雛期結束後就會離開巢穴並尋覓其他雄鳥交配繁殖，而原先的雄鳥則獨自承擔了後續的孵化及育幼。幼鳥約在30天時有能力游泳，在60天時有離巢的能力，但雄鳥會扶養幼鳥直到約5—9個月大之後才停止照顧。這使雌鳥的繁殖週期常少於一年，而雄鳥則長於一年。獨立後的個體，雌鳥約在17個月大時可繁殖，而大多數會在第二年時開始繁殖。:336

### 叫聲

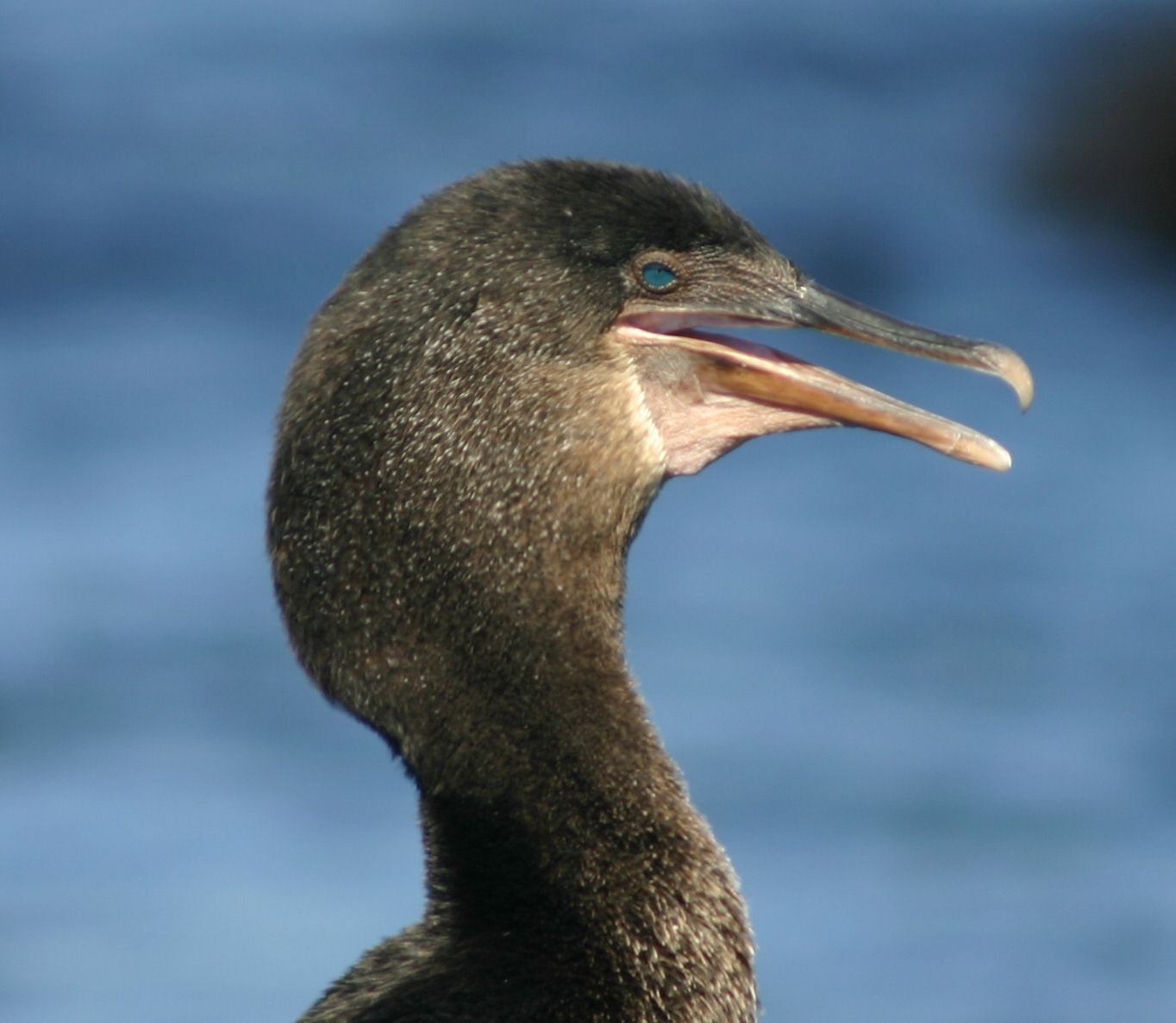
難飛鸕鶿的喉袋通常在發出叫聲時才較為顯眼

成鳥在求偶及伸長頸部時會發出低沉咆哮聲，這通常與在求偶時發出；坐姿張口時會發出「Aaha」，而這聲音會在遭遇威脅時變得更加沙啞。:532而幼鳥會發出哀悽感的「wee-oo、wee-oo」乞食聲，被研究人員抓著時則會發出「wee-wee」的聲音。

## 威脅與天敵
難飛鸕鶿的繁殖失敗率相當高，這主要來自於其本來就不大的族群——其族群數僅約略大於有效種群大小，這使得這個物種在繁殖時常常面臨卵沒有成功受精的問題。但根據研究，難飛鸕鶿的族群已經有較高程度的基因流動。:533而其本身相當大的蹼腳，雖然對在水中覓食有利，但在陸上則會發生意外踩破卵的事故。而成鳥較小的翅膀也無法完全保護住太多隻幼鳥，導致其最主要的天敵加拉巴哥鵟在捕獵有較多幼鳥的巢時往往會成功。通常最後僅有一隻幼鳥能存活到離巢。而繁殖失敗時也通常不會再產下替代的卵作補救。:534
聖嬰現象發生時會使湧升流失效，使得難飛鸕鶿的食物減少，該現象曾因此導致其族群數量在1982—1983年間減半，但難飛鸕鶿展現出了相當強勁的恢復能力——牠們後來的3年內就回復到原先的數量。:339而費爾南迪納島上每隔數年的火山爆發也是不可預測且不可避免的威脅之一。
由於難飛鸕鶿不會飛行，外來物種的問題可能對其活動及棲地造成了一定的影響，如蚊子可能會傳播疾病；野貓、野狗、褐鼠或黑鼠入侵到加拉巴哥群島上的情形則可能殘害其生存環境。:340牠們缺乏對人類的警戒心，而被非法漁船衝撞及誤入捕鯊用的陷阱也是可能會出現的問題。:331意外吞食海洋垃圾或被纏繞而亡、油污染等情況也是其潛在的威脅。

## 保育情形
自1982—1983年間的聖嬰現象後，難飛鸕鶿的族群數量自約400隻個體緩步上升，至2013年的調查顯示約有2080隻，雖然增長速度正在下降，但尚稱穩定。目前難飛鸕鶿的生存區域全境皆在加拉巴哥國家公園的範圍內，並持續被當地的環境保護局及基金會進行長期監測和研究，以處理入侵種及環境問題。《國際自然保護聯盟瀕危物種紅色名錄》鑒於這個物種極其有限的棲地大小，曾將難飛鸕鶿歸入瀕危物種，現在因其趨勢相對穩定而被列為易危物種，但仍認為視未來發展有可能相當容易被歸入極危或甚至絕滅物種。

## 外部連結
- 维基共享资源上的相關多媒體資源：難飛鸕鶿
- 維基物種上的相關：難飛鸕鶿
- VIREO上難飛鸕鶿的圖片
- Xeno-canto上有关難飛鸕鶿的錄音